# Towarzystwo Owocodajne

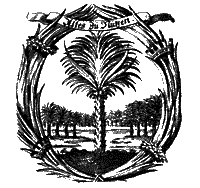
Palma kokosowa- symbol Towarzystwa Owocodajnego

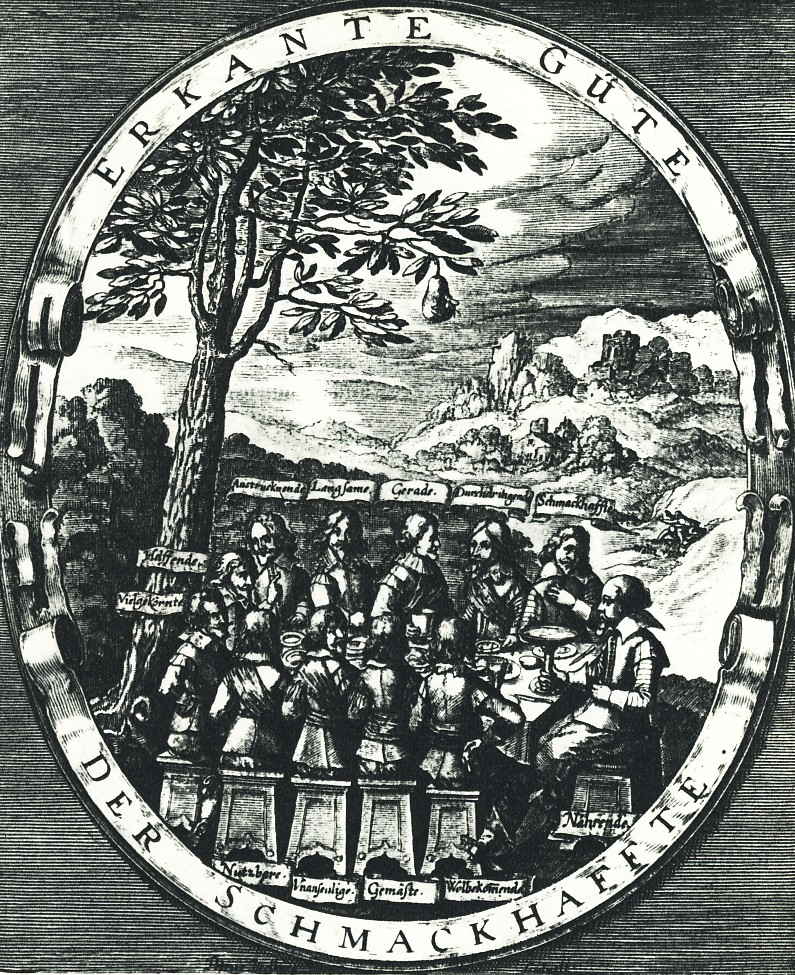
Posiedzenie Towarzystwa Owocodajnego. Miedzioryt Petera Isselburga

Towarzystwo Owocodajne (niem. Fruchtbringende Gesellschaft, łac. societas fructifera), zwane też Palmenorden (Zakon Palmowy) – działające w latach 1617–1680 niemieckie barokowe towarzystwo literackie i językowe. 

## Założenie
Towarzystwo Owocodajne było elitarnym zrzeszeniem literatów i gramatyków założonym 24 sierpnia 1617 w Weimarze pod patronatem księcia Ludwiga I von Anhalt-Köthen. Stawiało sobie za cel utrzymanie wysokiego poziomu niemieckiej literatury, języka i cnót patriotycznych, zwłaszcza w trudnym okresie wojny trzydziestoletniej. Za emblemat Towarzystwo miało indiańskie drzewo palmowe, stąd też druga nazwa: Palmenorden. Organizacja była największym towarzystwem literackim i językowym w epoce baroku i liczyła sobie ok. 890 członków, wśród nich był m.in. poeta Martin Opitz, a także inni znani niemieccy pisarze i gramatycy, jak  Justus Georg Schottelius, Christian Gueintz, Georg Philipp Harsdörffer, Philipp von Zesen. Nie wolno było do Towarzystwa przyjmować kobiet. Podobnie jak we florenckiej „Accademia della Crusca” członkowie Towarzystwa nosili przydomki:  Martin Opitz to „Koronowany” („Der Gekrönte”), Andreas Gryphius miał pseudonim „Nieśmiertelny” („Der Unsterbliche”),  Justus Georg Schottelius  to „Poszukujący” („Der Suchende”), Georg Harsdörffer – „Bawiący się/Grający(?)” („Der Spielende”), Christian Gueintz „Porządkujący” („Der Ordnende”), a Philipp von Zesen to „Dobrze Układający” („Der Wohlsetzende”).

## Działalność
Towarzystwo Owocodajne w trosce o czystość języka niemieckiego zajmowało się tłumaczeniami, doskonaleniem stylu i poprawności gramatycznej. Dla wyrazów obcych starano się znaleźć rodzime odpowiedniki. Niektóre z propozycji (zniemczeń) przyjęły się w języku niemieckim i występują współcześnie, jak np. beobachten (w miejsce observieren), Buchstaben (zamiast Lettren), Geschlecht (Genus), Entwurf (Projekt). Inne zaś stały się obiektem ironicznych drwin i symbolem przesadnego puryzmu językowego, jak np. próba zastąpienia wyrazu Nase (nos) przez Gesichtserker (występ/wykusz twarzowy). Nie mamy tu jednak jeszcze do czynienia z nacjonalistycznym puryzmem językowym, który szczególnie w XIX wieku doprowadził do masowego powstawania słowników zniemczających. Większość językoznawców ocenia pozytywnie działalność stowarzyszenia. Pozytywne zdanie o działalności Towarzystwa Owocodajnego wyraziła – krytyczna wobec współczesnego Stowarzyszenia Języka Niemieckiego – brytyjska lingwistka Claudia Law.

## Kontynuacja tradycji
W XIX w. powstają w Niemczech nowe towarzystwa językowe. W 1815 powstało Berlińskie Towarzystwo Języka Niemieckiego założone przez Christiana Wolke. W Heidelbergu w latach 1848–1865 rozwijał swoją działalność Verein zur Beförderung der Deutschen Reinsprache (Stowarzyszenie na rzecz wspierania czystego języka niemieckiego). W 1885 roku powstaje Powszechne Niemieckie Stowarzyszenie Językowe.
W 2007 zostało założone w Köthen w Niemczech Nowe Towarzystwo Owocodajne (Neue Fruchtbringende Gesellschaft), którego celem jest kontynuowanie tradycji 17-wiecznego towarzystwa językowego.